# ラポール
ラポール（英: rapport）は、臨床心理学の用語、セラピストとクライエントとの間の心的状態を表す。
元はオーストリアの精神科医であるフランツ・アントン・メスメルが「動物磁気」に感応したクライエントとの間に生じた関係を表現するために用いた語である。その後、セラピストとクライエントの間で相互を信頼し合い、安心して自由に振る舞ったり感情の交流を行える関係が成立している状態を表す語として用いられるようになった。カウンセリングや心理療法をどのような立場から行う場合であっても、ラポールは共通した基本的な前提条件として重視されている。
ラポールの類義語として治療同盟がある。両者ともにラポールが構築される場合、患者と医師が治療に対しての前向きな感情を抱いている場合に言われやすい。文脈によってこれらの言葉は悪い関係や、単なる患者と医者の結びつきのみを指す時もある。
ラポールは催眠療法、神経言語プログラミングでも用いられ、転移関係の一部と考えられる。精神分析では患者の強いラポール体験はよくないとされる。なぜなら、患者が自己管理できなくなるからである。ラポールによって患者を治療者へ依存状態にすれば治療の選択肢は広がるが、その利点を活かせなければ悪化する。社会福祉では1951年に新生活保護法が施行されてから相手を納得させ、生活保護率を引き下げる面接技術として用いられてきた。